# 澤柳事件

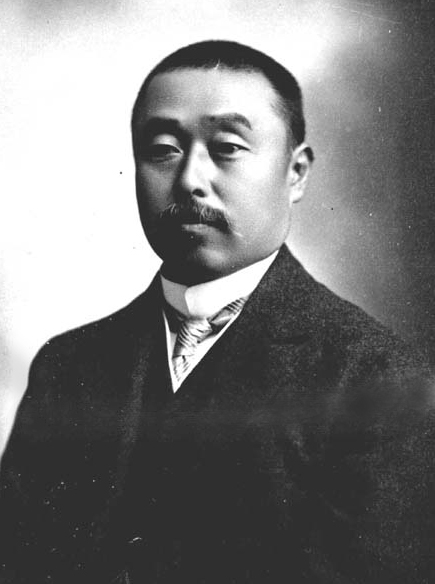
澤柳政太郎

澤柳事件（さわやなぎじけん）は、1913年（大正2年）から1914年（大正3年）にかけて京都帝国大学（現京都大学）で起こった、総長（学長）と学部教授会との間の内紛事件。「京大事件」とも呼ばれ、大学における教授会自治を確立させるきっかけとなった事件として知られている。

## 概要
1908年（明治41年）9月2日、菊池大麓が京都帝国大学総長に着任。この菊池の退官に伴い、1912年（明治45年）5月13日に後継の総長として久原躬弦が任命されるが、久原の着任後から教授や学生が総長に反発する事案が発生した。これを受けて奥田義人文部大臣は1913年（大正2年）5月、学校内騒動の鎮圧に定評のあった東北帝国大学総長の澤柳政太郎を後任の総長として任命した。
1913年（大正2年）7月12日、文部省の任命で就任して2ヵ月になったばかりの澤柳政太郎京都帝国大学総長は、教学の刷新を標榜して以下の7教授に辞表を提出させ、8月5日に免官を発令した。
- 天谷千松（医科大学＝現医学部、生理学）
- 吉田彦六郎（理工科大学＝現理学部・工学部、有機化学）
- 横堀治三郎（理工科大学、冶金学）
- 三輪桓一郎（理工科大学、数学）
- 村岡範為馳（理工科大学、放射線物理学）
- 吉川亀次郎（理工科大学、電気化学）
- 谷本富（文科大学＝現文学部・教育学）

罷免された7教授の中には、以前から学内自治を主張していた谷本が含まれていたこともあり、京都帝大法科大学（現・京大法学部）の教授・助教授たちは仁保亀松学長（現在の学部長）を中心に結束し、教授の人事権は教授会にありと主張した。これに対し澤柳総長は、教授の地位を保つのはその実であって制度的保障はなく、また現行制度においても教授の任免に教授会の同意は必要でないと反論した。この罷免に関して、奥田文相は教授内職問題なども関係していると述べ、文部省は澤柳総長の独断行動ではなく、任免については久原総長時代からの問題と表明した。法科教授らは、同月に教授会に基づく任免権などを求める意見書を作成、同年12月には『京都日出新聞』等を介して地域に広く訴えた。
文部省並びに総長と法科の対立は激化し、1914年（大正3年）1月14日に法科教授・助教授は抗議の連帯辞職を敢行した。法科学生や東大法科の首脳も教官を支持した。1月23日、奥田は「教授ノ任免ニ付テハ総長カ職権ノ運用上教授会ト協定スルハ差支ナク且ツ妥当ナリ」と法科の主張を認めた。これを受けて教官は辞職を撤回。同年4月28日に澤柳総長が依頼免官したことから、医学博士の荒木寅三郎教授が総長事務取扱となる。同年8月19日より後任総長は山川健次郎東京帝大総長が兼任した。新総長の山川と枢密顧問官の旧総長・菊池大麓が候補者を選定するが、教授会は排斥して応じず、総長事務取扱の荒木が総長選挙規則を作成して選挙を行った。1915年（大正4年）6月に当選した荒木寅三郎が総長に就任した。

## 影響
教官の人事権を事実上教授会が掌握するという慣行を文相が承認したことで、大学自治は大きく前進した。また京大では澤柳総長辞任後に荒木寅三郎医学部教授を総長として選出、以降総長の学内選出が確立した。
澤柳事件後は、1925年（大正14年）に京大社会科学事件（京都学連事件）、1928年（昭和3年）に河上肇事件、1933年（昭和8年）には滝川事件が発生した。澤柳事件の経緯と結末により「大学自治の本山」とみなされた京大は、1930年代以降、戦時体制の下で大学への統制を進めようとする勢力からは敵視されるようになり、滝川事件に見られる教授会自治への攻撃につながったとする松尾尊兊の見解もある。